# 鳥取県道266号鳥取空港線
鳥取県道266号鳥取空港線（とっとりけんどう266ごう とっとりくうこうせん）は、鳥取県鳥取市を通る一般県道である。

## 概要
鳥取市湖山町西4丁目から鳥取市湖山町西1丁目に至る。鳥取空港（鳥取砂丘コナン空港）に向かうための西側のアクセス道路となっている。

### 路線データ
- 起点：鳥取県鳥取市湖山町西4丁目（鳥取空港（鳥取砂丘コナン空港）前、鳥取県道264号鳥取空港布勢線起点）
- 終点：鳥取県鳥取市湖山町西1丁目（空港西入口交差点、国道9号交点）
- 総延長：0.5 km

## 歴史
- 1995年（平成7年）3月28日 - 鳥取県告示第275・277・281号により認定・区域決定・供用開始[注釈 1][1]。

## 地理

### 通過する自治体
- 鳥取県
  - 鳥取市

### 交差する道路
| 交差する道路                | 交差する場所  | 交差する場所            |
| --------------------------- | ------------- | ----------------------- |
| 鳥取県道264号鳥取空港布勢線 | 湖山町西4丁目 | 起点                    |
| 国道9号                     | 湖山町西1丁目 | 空港西入口交差点 / 終点 |

### 沿線
- 鳥取空港（鳥取砂丘コナン空港）
- 鳥取大学附属特別支援学校